# Escut de Sedaví
L'escut de Sedaví és un símbol representatiu oficial de Sedaví, municipi del País Valencià, comarca de l'Horta Sud. Té el següent blasonament:
| « | En camp d'atzur, la creu d'argent, angulada d'un aspa d'or, pomejada, amb cinc boles del mateix metall; truncat de sinople, un creixent d'argent. Timbrat amb corona reial oberta. | » |

## Història
L'escut fou aprovat pel Reial Decret 820/1978, de 30 de març, publicat en el BOE núm. 98, de 25 d'abril de 1978.
La mitja lluna, simbolitza l'origen àrab del poble, recorda la Beniçidavi, nom amb què apareix Sedaví al Llibre del Repartiment del rei Jaume I, i que, segons els estudiosos, significa «fills de Xàtiva». La creu, com a poble cristià, i a més, són les armes de la família Barradas, antics senyors de Sedaví. La corona daurada és símbol de l‘antic regne de València.
Anteriorment, Sedaví va tindre un altre escut: n'era un escut caironat amb els quatre pals d'Aragó acostat d'una madeixa de seda i un penjol de raïm, com a armes parlants de «seda-» i «-vi». Aquest escut va ser descartat en el seu moment per les connotacions negatives que el vi té per a la religió musulmana i per allunyar-se de l'origen etimològic del nom del poble.

Escut anterior de Sedaví.

En l'Arxiu Històric Nacional es conserven dos segells en tinta de Sedaví de 1876, un amb l'escut d'Espanya, de l'Ajuntament, i l'altre amb la madeixa de seda i el penjol de raïm, de l'Alcaldia.

Segell de l'Ajuntament de 1876.
Segell de l'Alcaldia de 1876.